# Peritrichia fasciatus
Peritrichia fasciatus är en skalbaggsart som beskrevs av Hermann Burmeister 1844. Peritrichia fasciatus ingår i släktet Peritrichia och familjen Melolonthidae. Inga underarter finns listade i Catalogue of Life.